# Bez chebdí

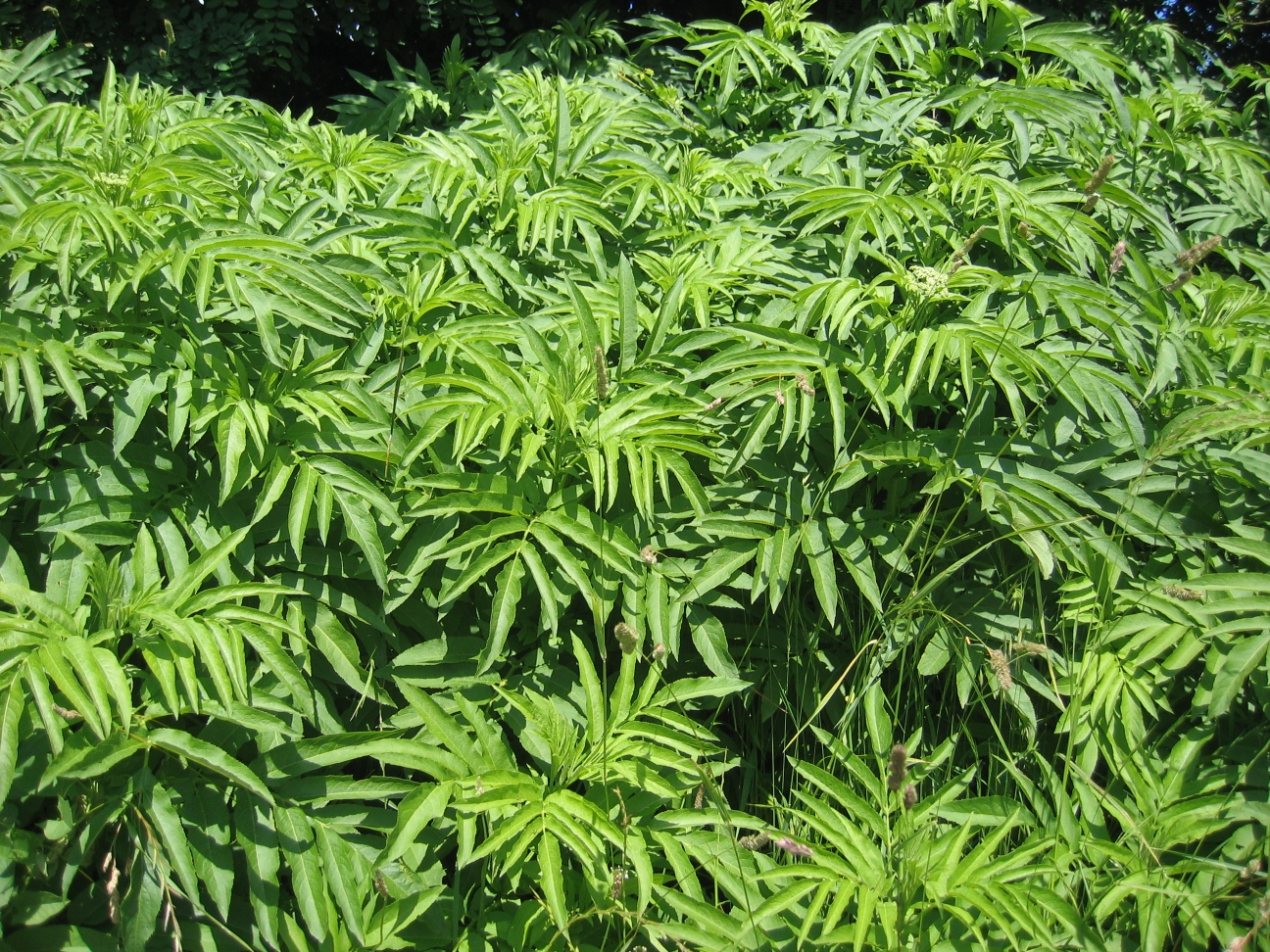
Porost bezu chebdí

Bez chebdí (Sambucus ebulus) je vysoká, vytrvalá bylina, jeden ze tří druhů rodu bez v české přírodě rostoucích. Tento zdomácnělý archeofyt obsahuje v plodech, listech, lodyze i v kořenu toxické látky, které mohou po požití ohrozit zdraví.
Od bezu červeného a bezu černého se viditelně liší tím, že bez chebdí je rostlinou s měkkým bylinným stonkem. Ostatní druhy jsou keře s dřevnatým stonkem.

## Rozšíření
Poměrně teplomilná rostlina, v Evropě probíhá severní hranice výskytu po severu Německa, Polska a Pobaltím. Východním směrem je z Evropy rozšířen přes Rusko až po Kavkaz a Kaspické moře. Dále roste v Sýrii, Libanonu, Íránu, Pákistánu, Indii a izolovaně na severu Afriky a v Saúdské Arábii.

## Ekologie
Vyskytuje se nejčastěji na vlhkých, výživných, kamenitých i hlinitých půdách. Mívá stanoviště v lesních lemech, na pasekách, křovinatých stráních, loukách, vinicích, rumištích i podél komunikací, místy je nepříjemným polním plevelem. Zvláště v teplých oblastech bývá na slunných a navlhlých místech poměrně hojný, vyskytuje se do nadmořské výšky 1300 m.
Postranní oddenky z kořene se silně rozrůstají a z nich rostoucí rostliny vytvářejí husté jednodruhové kolonie. Na větší vzdálenosti se rostlina šíří semeny kterých vyprodukuje velké množství, rozšiřují je ptáci pojídající zralé plody, peckovice. Ploidie druhu je 2n = 36.

## Popis
Vytrvalá rostlina s 0,5 až 2 m vysokou, bylinnou lodyhou, rostoucí z hrubého, plazivého oddenku. Lodyha je většinou nevětvená nebo se rozvětvuje až u květenství, je podélně slabě rýhovaná, na průřezu oblá a bývá lysá nebo slabě chlupatá. Je porostlá vstřícnými, řapíkatými, lichozpeřenými listy s palisty, spodní jsou až 20 cm dlouhé a 16 cm široké, směrem vzhůru se zmenšují a přecházejí do listenů. Listy jsou tvořené čtyřmi až osmi páry podlouhle kopinatými nebo eliptických lístků asi 7 cm dlouhých a 2 cm širokých, koncový lístek bývá nápadně delší. Lístky jsou u báze nesouměrné, na vrcholu hrotité a po obvodě ostře zubaté, ze spodní strany jsou jemně chlupaté. Po skončení vegetačního období celá lodyha, která po rozemnutí nepříjemně páchne, usychá; na jaře z kořene vyrůstá nová.
Z úžlabí kopinatých a po obvodě pilovitých listenů vyrůstají pravidelné, po mandlích vonící, pětičetné květy. Vytvářejí mnohoramenná, koncová, vrcholičnatá květenství o průměru 7 až 15 cm, která mívají obvykle tři nebo čtyři hlavní paprsky. Květy mají kalich široce trojúhelníkovitý s ostře zakončenými cípy asi 1 mm dlouhými. Kolovitá, bílá nebo růžová koruna, asi 7 mm velká, má kopinaté cípy s vyhnutou špičkou. Pět tyčinek, přirostlých bílými nitkami k bázi koruny, nese nachové neb purpurové prašníky. Tři blizny jsou přisedlé. Květy kvetou od června do srpna, opylovány jsou létajícím hmyzem, nejčastěji motýly.
Plodenství je složeno z mnoha tmavě fialových až černých peckovic na purpurových nebo lila stopkách. Elipsoidní, lesklá, asi 5 mm velká peckovice obsahuje tři hnědá vejčitá semena.

## Toxicita
Celá rostlina obsahuje toxické látky. Pro člověka jsou nebezpečné hlavně plody, které může omylem sníst. Plody obsahují antokyan, organické kyseliny (kyselina jablečná, kyselina vinná, kyselina valerová, kyselina kumarová, kyselina ferulová), silice, třísloviny a hořčiny. Otravy způsobené jejich požitím se projevují zvracením, průjmy a závratěmi; zvláště nebezpečné jsou u dětí. Toxická aktivita se částečně ztrácí tepelným zpracováním.
Nebezpečí hrozí také pasoucím se býložravcům, z nichž někteří (například skot) mladé lodyhy rádi spásají. V nadzemních částech rostlina obsahuje lektiny (ebulin, nigrin), esteridoidní glykosidy (ebulosid, isoswerosid) a kyanogenní glykosidy (sambunigrin). v trávicím traktu zvířat nastává rozklad na kyanovodík. Po přijetí většího množství bezu chebdí se objevuje nauzea, ztráta pohybové stability, krvavé průjmy, dýchací obtíže, tetanické křeče, ochrnutí až úhyn zvířete.

## Použití
V lidovém léčitelství se sbírají plody v době zralosti a oddenek na jaře či na podzim. Plody se podávají čerstvé nebo se z nich získává šťáva, která se v malých dávkách používá proti astmatu. Oddenek se suší a jeho odvar je silně močopudný a užívá se při zánětu močových cest nebo pro razantní vyloučení kaménků z močového traktu. V soudobém lékařství se žádná část rostliny bezu chebdí jako zdroj léčivé drogy nepoužívá.
Plody se také v minulosti používaly pro obsažené silně barvící látky (antokyany) k dobarvování vína, barvení kůže, příze a při výrobě inkoustů.

## Název
Druhové jméno chebdí pochází ze staročeského výrazu „chamradí“ či „chabrdie“, označující neužitečné rostliny.

## Galerie

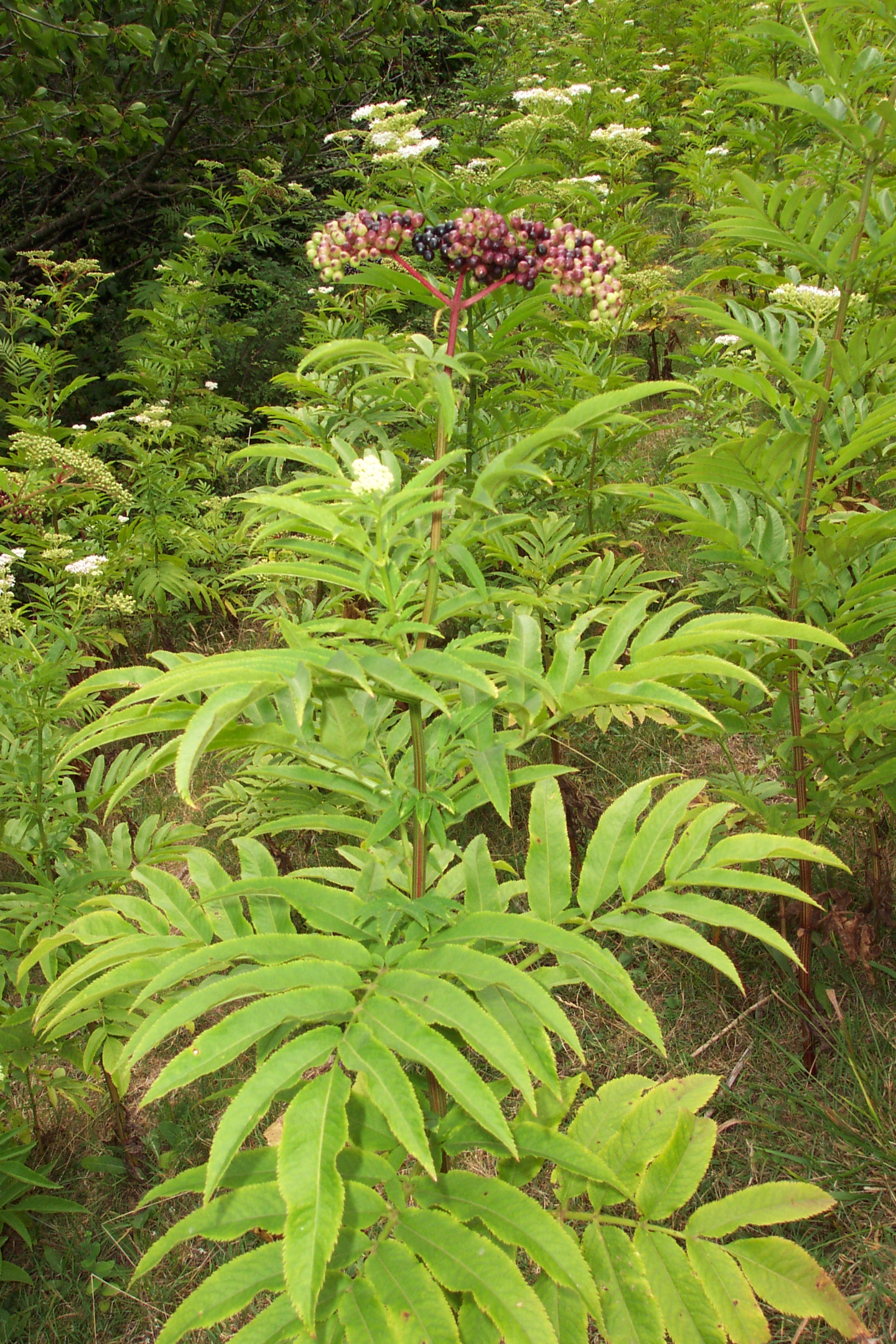
Lodyha s listy
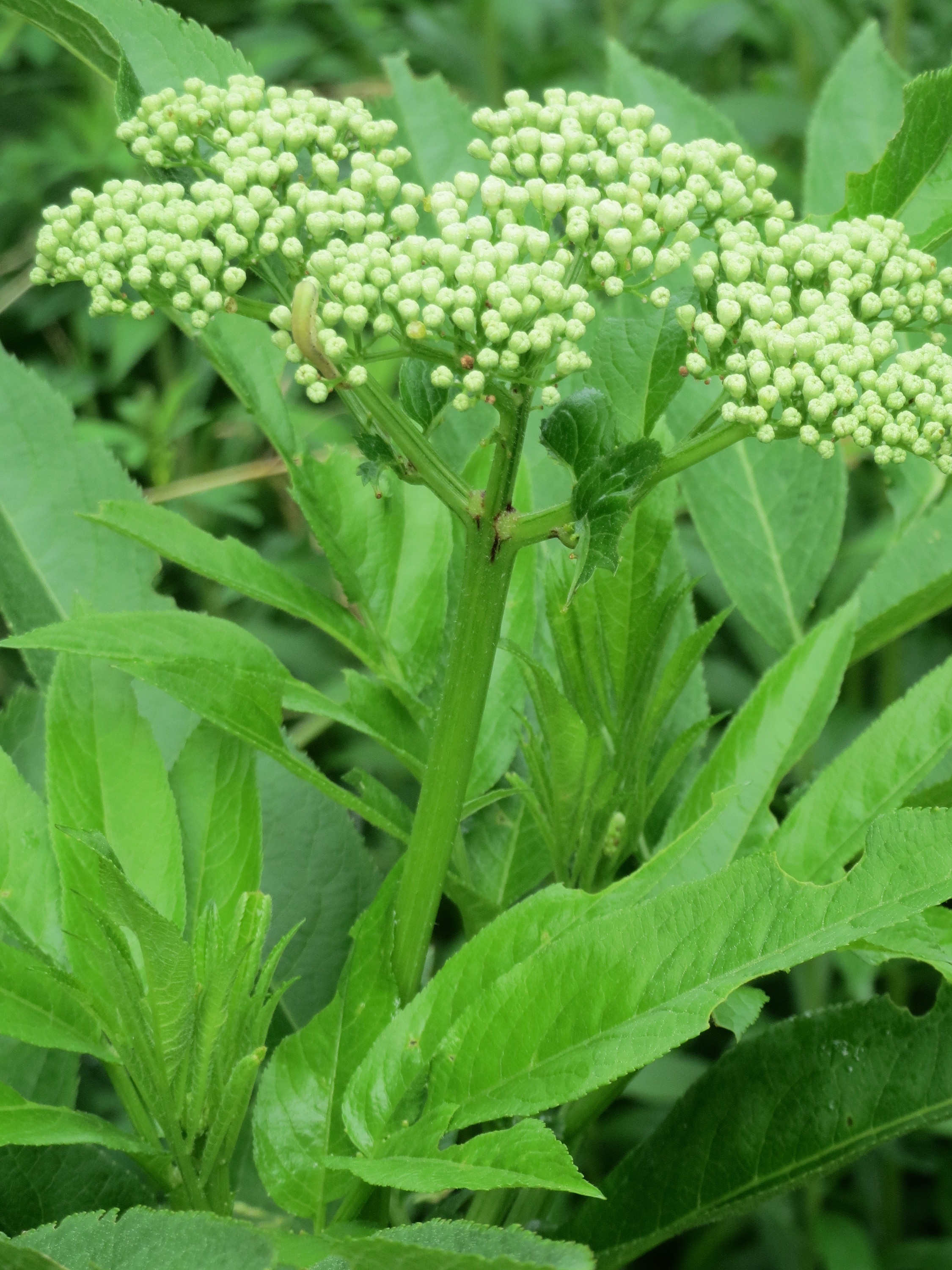
Květenství
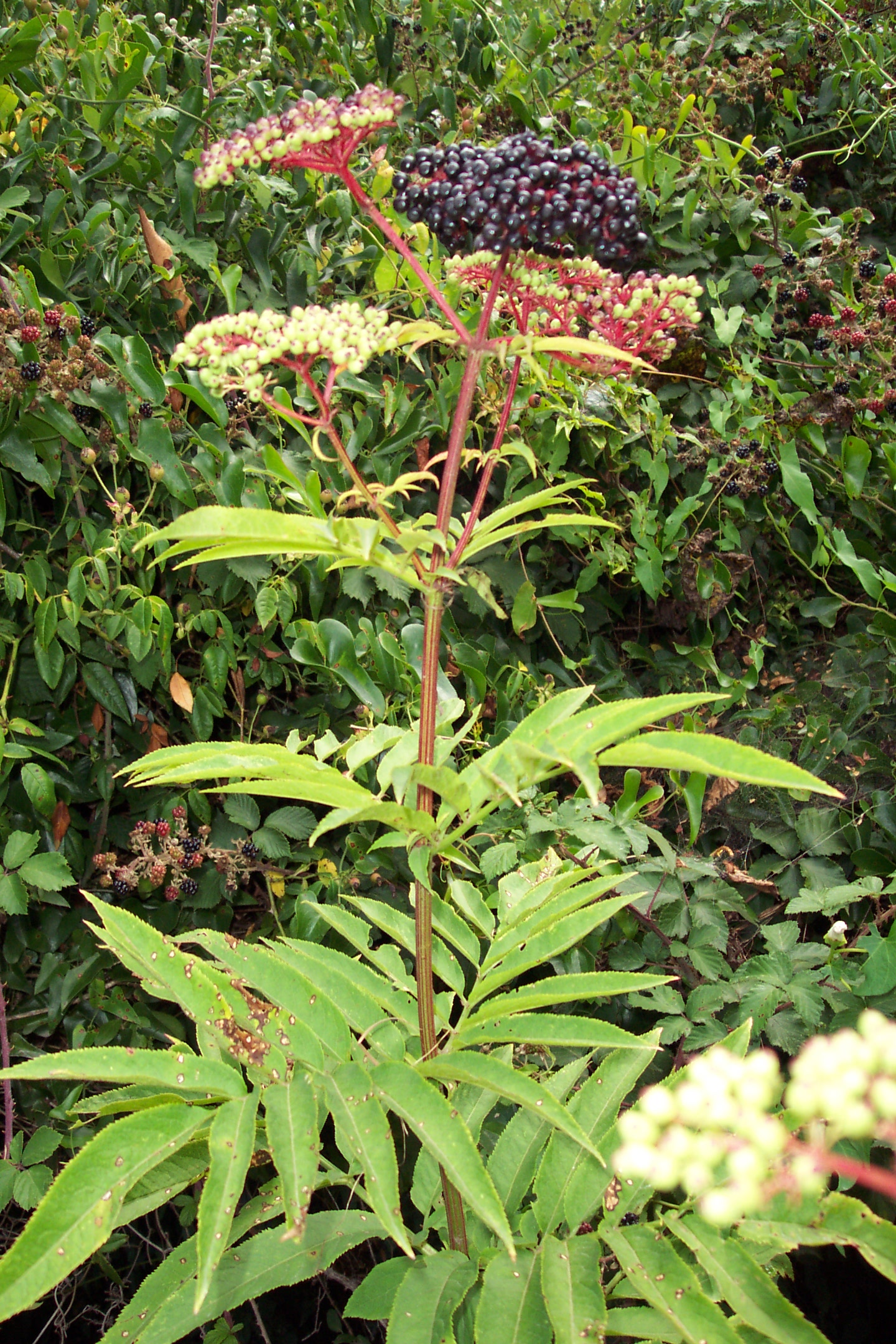
Květy i plody
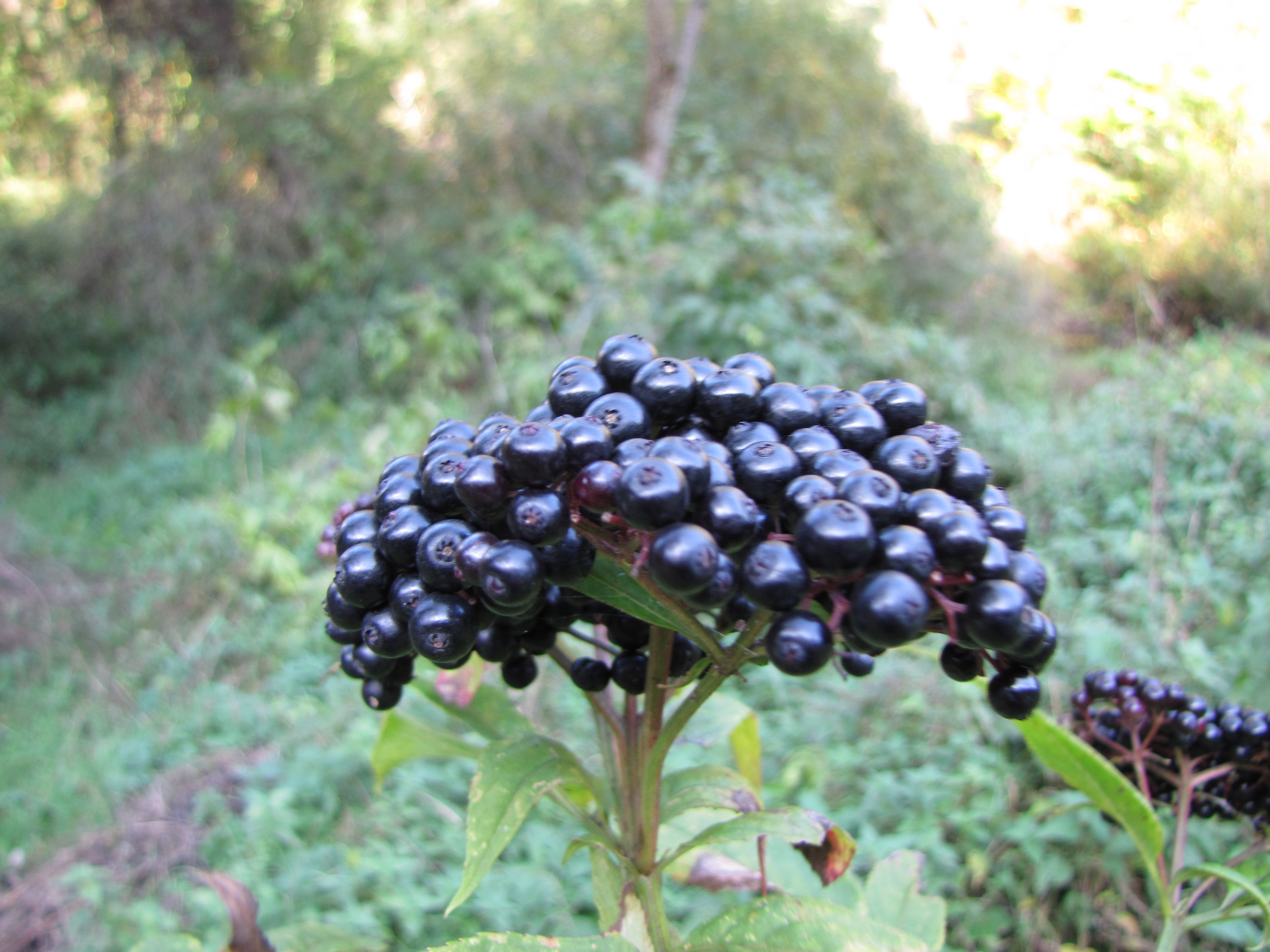
Plodenství